# Nellie Tayloe Ross
Nellie Tayloe Ross (St. Joseph, 29 de noviembre de 1876-Washington D. C., 19 de diciembre de 1977) fue una política estadounidense, la 14.ª gobernadora de Wyoming en el periodo 1925-1927, y directora de la Casa de Moneda de los Estados Unidos de 1933 a 1953. Fue la primera mujer en ser elegida gobernadora de un estado de los Estados Unidos, y sigue siendo la única mujer que ha servido como gobernadora de Wyoming. Ella era una firme partidaria de la ley seca durante los años 1920.

## Primeros años
Nellie Davis Tayloe nació en St. Joseph, Misuri. Fue la primera hija y sexto hijo en general de James Wynn Tayloe, originario del Condado de Stewart, Tennessee, y su esposa Elizabeth Blair Green, quienes eran dueños de una plantación en el río Misuri. En 1884, cuando Nellie Tayloe tenía siete años de edad, su familia se trasladó a Miltonvale en el Condado de Cloud al norte de Kansas. Esto sucedió después de la reubicación de su casa después de un incendio, y el sheriff estaba a punto de ejecutar la hipoteca sobre su propiedad.
Tras graduarse en la Miltonville High School en 1892, su familia se trasladó a Omaha, Nebraska. Durante este tiempo dio clases privadas de piano, y también asistió a una escuela de formación docente por dos años. Luego enseñó en un jardín de infantes durante cuatro años. Nellie fue enviada en un viaje a Europa en 1896 por dos de sus hermanos.
Durante una visita a sus parientes en Dover, Tennessee, en 1900, conoció a William Bradford Ross, con quien se casó el 11 de septiembre de 1902. Ross ejerció la abogacía y planeaba vivir en el oeste de Estados Unidos.  Se trasladó a Cheyenne, Wyoming, y estableció una práctica de la ley, y llevó a su esposa a unirse con él allí. William B. Ross se convirtió en líder en el Partido Demócrata en Wyoming. Fue candidato al cargo de gobernador varias veces sin éxito, perdiendo ante candidatos republicanos cada vez.

## Carrera
En 1922, William Ross fue elegido gobernador de Wyoming, apelando a los votantes progresistas de ambas partes. Sin embargo, después de poco más de un año y medio en el cargo, murió el 2 de octubre de 1924, por complicaciones de una apendicectomía. El Partido Demócrata luego nominó a su viuda, Nellie Ross, a postularse para el cargo de gobernador en una elección especial del mes siguiente.
Nellie Tayloe Ross se negó a hacer campaña, pero fácilmente ganó la carrera el 4 de noviembre de 1924.  El 5 de enero de 1925, se convirtió en la primera mujer gobernadora en la historia de los Estados Unidos. Como gobernadora continuó las políticas de su marido, que pedía la reducción de impuestos, la ayuda del gobierno para los agricultores pobres, la reforma bancaria y leyes que protegen a los niños, las mujeres trabajadoras y los mineros. Instó a Wyoming a ratificar una enmienda federal pendiente que prohíbe el trabajo infantil. Al igual que su marido, defendió el fortalecimiento de la ley seca.
Ross se postuló para la reelección en 1926, pero fue derrotada por poco. Ross culpó de su pérdida en parte a su negativa a hacer campaña y su apoyo a la ley seca. Sin embargo, se mantuvo activa en el Partido Demócrata e hizo campaña por Al Smith en la elección presidencial de 1928, aunque los dos estaban de acuerdo en la ley seca. En la Convención Nacional Demócrata 1928, recibió 31 votos de 10 estados para vicepresidente en la primera votación. También dio un discurso secundando en la nominación de Smith. Después de la convención, se desempeñó como vicepresidenta del Comité Nacional Demócrata y como directora de la División Femenina de DNC.
El presidente estadounidense Franklin D. Roosevelt la nombró como la primera mujer directora de la Casa de Moneda de los Estados Unidos el 3 de mayo de 1933, donde desempeñó cinco períodos completos hasta su retiro en 1953, cuando los republicanos bajo Dwight D. Eisenhower y Richard M. Nixon recuperaron el poder ejecutivo del Estado. Ella es famosa por el establecimiento del medio dólar Franklin y por comenzar la fabricación de pruebas de acuñación para la venta pública.

## Retiro y muerte
Después de su retiro, Ross contribuyó con artículos para diversas revistas de mujeres y viajó extensamente. Hizo su último viaje a Wyoming en 1972 a la edad de noventa y seis años. Cinco años más tarde murió en Washington D. C., a los 101. En el momento de su muerte, era la más antigua exgobernadora en los Estados Unidos. Está enterrada en el panteón familiar en el cementerio de Lakeview en Cheyenne, Wyoming.